# Sorbus pseudohupehensis
Sorbus pseudohupehensis är en rosväxtart som beskrevs av Mcall.. Sorbus pseudohupehensis ingår i släktet oxlar, och familjen rosväxter. Inga underarter finns listade i Catalogue of Life.